# Rafał Głażewski
Rafał Głażewski (ur. 9 kwietnia 1980 w Gorzowie Wlkp) – polski kajakarz, olimpijczyk z Sydney 2000 i Aten 2004, zawodnik MKKS Gorzów Wielkopolski.
Pierwsze sukcesy na arenie międzynarodowej odniósł jak junior zdobywając brązowy medal w konkurencji K-4 na dystansie 1000 metrów podczas mistrzostw Europy juniorów które w roku 1996 zostały rozegrane w Poznaniu. W roku 1997 podczas mistrzostw świata w 1997 roku rozgrywanych w Lahti w konkurencji K-4 na dystansie 500 metrów wywalczył brązowy medal. W roku 1998 na mistrzostwach Europy juniorów (rozgrywanych w Nykoeping) wywalczył srebrny medal w konkurencji K-1 na dystansie 500 m oraz brązowy w konkurencji K-1 na dystansie 1000 m
Medalista mistrzostw Polski:
- złoty
  - w konkurencji K-2 na dystansie 1000 metrów w latach 2001-2002
  - w konkurencji K-2 na dystansie 500 m w roku 2003[3]
  - w konkurencji K-1 na dystansie 500 m w roku 2005[4]
- srebrny
  - w konkurencji K-2 na dystansie 1000 m w roku 2003[3]
  - w konkurencji K-1 na dystansie 200 m w roku 2005[4]
- brązowy
  - w konkurencji K-1 na dystansie 500 m w roku 2004[5]

Na igrzyskach olimpijskich w roku 2000 wystartował w konkurencji K-1 na dystansie 1000 metrów gdzie odpadł w półfinale. W roku 2004 wystartował w konkurencji K-4 na dystansie 1000 m zajmując 8. miejsce.
Jest synem Piotra Głażewskiego.